# Daniel Zahno
Daniel Zahno (Basilea, 18 de noviembre de 1963) es un escritor suizo.
Estudió filología inglesa y germánica en la Universidad de Basilea.
Es miembro del grupo Autoras y Autores de Suiza y ha recibido varios premios por su obra como el Würth-Literaturpreis en 1996.

## Obra
- Doktor Turban, 1996
- Im Hundumdrehen,2006
- Die Geliebte des Gelatiere, 2009
- Rot wie die Nacht, 2010
- Alle lieben Alexia, 2011
- "Manhattan Rose", 2013
- "Wanderverführer", 2015